# Кастерин, Алексей Иванович
Алексей Иванович Кастерин (1806—1847) — русский библиофил, собиратель старославянских книг.
По словам И. П. Сахарова, «родился он… в Пошехонском уезде Ярославской губ.. Отец его тогда был ещё господским крестьянином. С отцом переселился в Москву после 1812 года. Прежде собирал он голубей, потом начал собирать для сада цветы. В это время познакомился он с садоводом купцом Зубчаниновым, известным писателем. Этот приучил его читать книги — повести и романы. Брошены были голуби и цветы, и груды книг всякой всячины полетели из лавки Исаева…».
Кастерин сначала собирал рукописи, которые обменял их одному любителю на печатные книги. Затем 118 «Петровских» книг он продал купцу П. С. Шишкину и стал собирать книги «исключительно церковной печати». 
Умер 1 (13) августа 1847 года. 
Коллекция Кастерина, описанная после его смерти В. М. Ундольским (напечатана в 1848 году в «Чтениях Общества и древностей Российских» и отдельным изданием) и купленная за 10 000 рублей меценатом С. Ф. Соловьёвым в дар Публичной библиотеке (1848), насчитывала 1026 изданий, включая все известные к тому времени издания Ивана Фёдорова. Особенно ценные в его коллекции: полное собрание библейских книг Скорины; из острожских: Хронология (№ 31 каталога), Диалог патриарха Геннадия (№ 35); лист к Ипатию Поцею (№ 69), Требник (№ 71); из тюбингенских: Новый Завет (№ 13), Евангелие толковое (№ 14) и Наука Христианская (№ 50); Изложение веры, напечатанное в Угорцах (№ 101); из новопечатных: Библия, напеч. в Почаеве (№ 1020).
Павел Петрович Шибанов писал:

…обладатель и создатель её <коллекции книг> занимался промыслом, прозаичнее которого трудно придумать, — отхожим промыслом, имея собственный обоз. <…> некоторые легкомысленные друзья сбивали с толку, рекомендуя бросить эту неприличную профессию. На что он отвечал: «Нет, друзья, — это золото, которое дает мне возможность покупать любые книжки, так не давайте мне расстаться с этим золотом».